# David Blackbourn

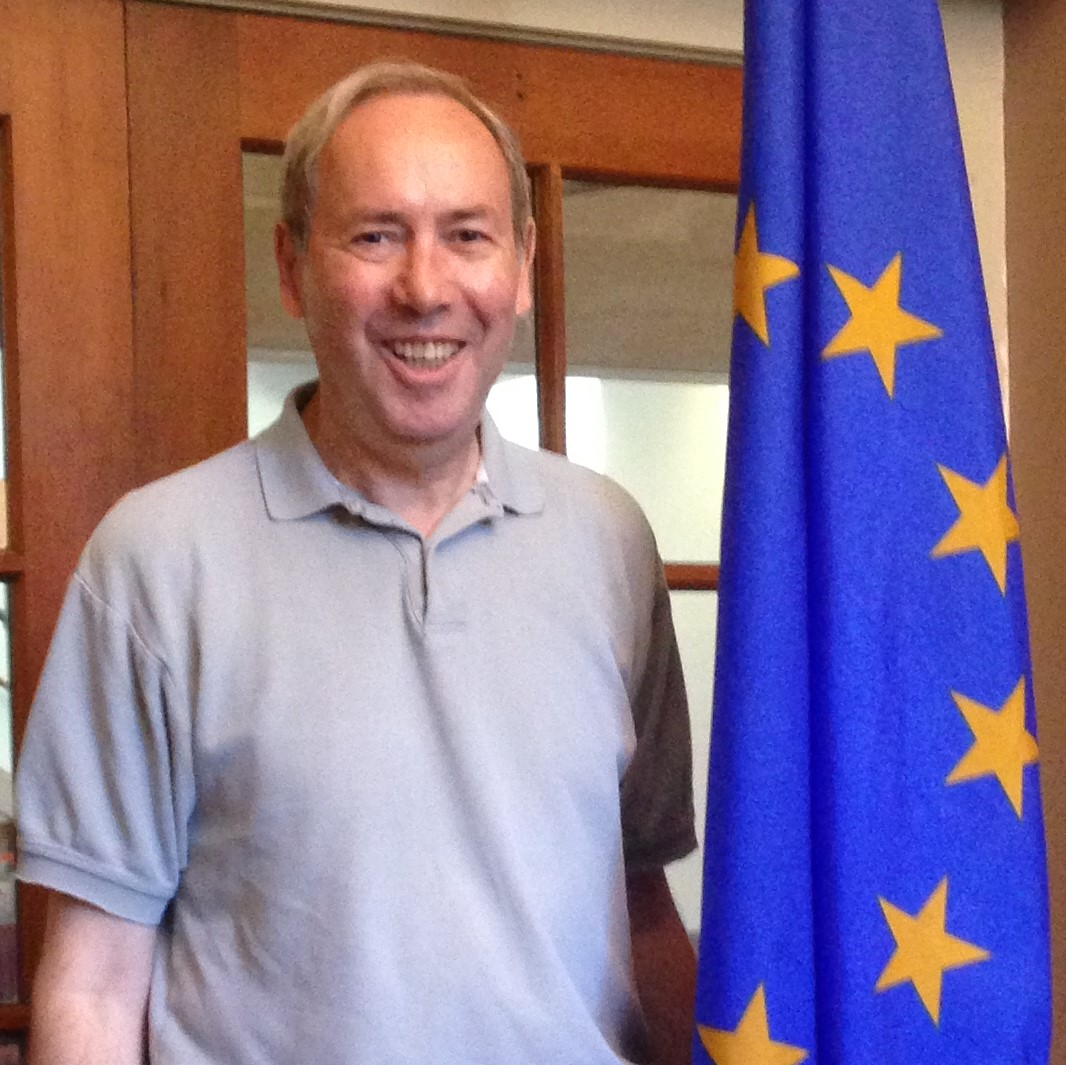
David Blackbourn, 2016

David Gordon Blackbourn (* 1. November 1949 in Spilsby) ist ein britischer Historiker, der auf deutsche und moderne europäische Geschichte spezialisiert ist. Er ist seit 2012 Cornelius Vanderbilt Distinguished Chair of History an der Vanderbilt University. Zuvor war er Coolidge Professor of History an der Harvard University und dort Leiter des Minda de Gunzburg Center for European Studies.

## Werk
Nach seiner Promotion am Jesus College der Universität Cambridge 1976 lehrte Blackbourn zunächst 16 Jahre lang an der Universität von London, bevor er 1992 in die USA übersiedelte, um an der Harvard University zu forschen. 2012 wechselte er von dort an die Vanderbilt University im US-Bundesstaat Tennessee.
Frühe Beachtung wurde Blackbourn mit Mythen deutscher Geschichtsschreibung (1980, erst 1984 auf Englisch als The Peculiarities of German History; mit Geoff Eley) zuteil, einer Kritik der These des „deutschen Sonderwegs“. Zuletzt erschien Die Eroberung der Natur (2006, deutsch 2007), eine Geschichte der Erschließung deutscher Flüsse und Moorlandschaften in der Moderne mit einem Kapitel zum Nationalsozialismus, in dem Blackbourn unter der Überschrift „Rasse und Bodengewinnung“ über Völkermord, den Nimbus der Grenze, den „Wilden Osten“ und den in einen Vernichtungskrieg mündenden Eroberungskrieg als „Indianerkriege“ schreibt.
Neben seiner Lehr- und Forschungsarbeit ist Blackbourn Mitherausgeber der Fachzeitschrift Past & Present; akademischer Berater des „Leibniz-Instituts für Europäische Geschichte“ in Mainz und der Freunde des Deutschen Historischen Instituts Washington. 1998–1999 und 2000–2002 war er Leiter der historischen Fakultät in Harvard; 2003–2004 Präsident des Ausschusses für mitteleuropäische Geschichte der American Historical Association.
2007 wurde Blackbourn in die American Academy of Arts and Sciences gewählt. Seit 2011 ist er korrespondierendes Mitglied der British Academy.

## Schriften (Auswahl)
- Class, Religion, and Local Politics in Wilhelmine Germany. The Centre Party in Württemberg before 1914. Steiner, Wiesbaden 1980, ISBN 3-515-03298-3.
- (mit Geoff Eley) The Peculiarities of German History: Bourgeois Society and Politics in Nineteenth-Century Germany. Oxford University Press, Oxford/New York 1984, ISBN 0-19-873058-6 (online).
  - Übersetzung: Mythen deutscher Geschichtsschreibung. Die gescheiterte bürgerliche Revolution von 1848. Herausgegeben von Dieter Groh, Ullstein, Frankfurt am Main/Berlin/Wien 1980, ISBN 3-548-35068-2.
- Populists and Patricians: Essays in Modern German History. Allen & Unwin, London/Boston 1987, ISBN 0-04-943047-5.
- Volksfrömmigkeit und Fortschrittsglaube im Kulturkampf. Steiner, Stuttgart 1988, ISBN 3-515-05045-0.
- (Hrsg. mit Richard J. Evans) The German Bourgeoisie: Essays on the Social History of the German Middle Class from the Late Eighteenth to the Early Twentieth Century. Routledge, London/New York 1991, ISBN 0-415-03597-X.
- Marpingen: Apparitions of the Virgin Mary in Nineteenth-Century Germany. Knopf, New York 1994, ISBN 0-679-41843-1.
  - Übersetzung: „Wenn ihr sie wieder seht, fragt sie, wer sie sei“. Marienerscheinungen in Marpingen – Aufstieg und Niedergang des deutschen Lourdes. Rowohlt, Reinbek bei Hamburg 1997, ISBN 3-498-00583-9.
- The Long Nineteenth Century: A History of Germany, 1780–1918. Oxford University Press, Oxford/New York 1998, ISBN 0-19-507671-0.
- A Sense of Place: New Directions in German History. German Historical Institute, London 1999, ISBN 0-9533570-2-3.
- The Conquest of Nature: Water, Landscape, and the Making of Modern Germany. Cape, London 2006, ISBN 0-224-06071-6.
  - Übersetzung: Die Eroberung der Natur: Eine Geschichte der Deutschen Landschaft. Übersetzt von Udo Rennert. DVA, München 2007, ISBN 978-3-421-05958-1.
- Landschaften der deutschen Geschichte. Aufsätze zum 19. und 20. Jahrhundert (= Kritische Studien zur Geschichtswissenschaft, Bd. 217). Vandenhoeck & Ruprecht, Göttingen 2016, ISBN 978-3-525-37043-8.
- Germany in the world. A global history 1500-2000. Norton, New York 2023, ISBN 978-1-63149-183-2
  - Übersetzung: Die Deutschen in der Welt. Siedler, Händler, Philosophen: Eine globale Geschichte vom Mittelalter bis heute, aus dem Englischen von Klaus-Dieter Schmidt, DVA, München 2024, ISBN 978-3-421-04889-9.